# Frederick C. Billard

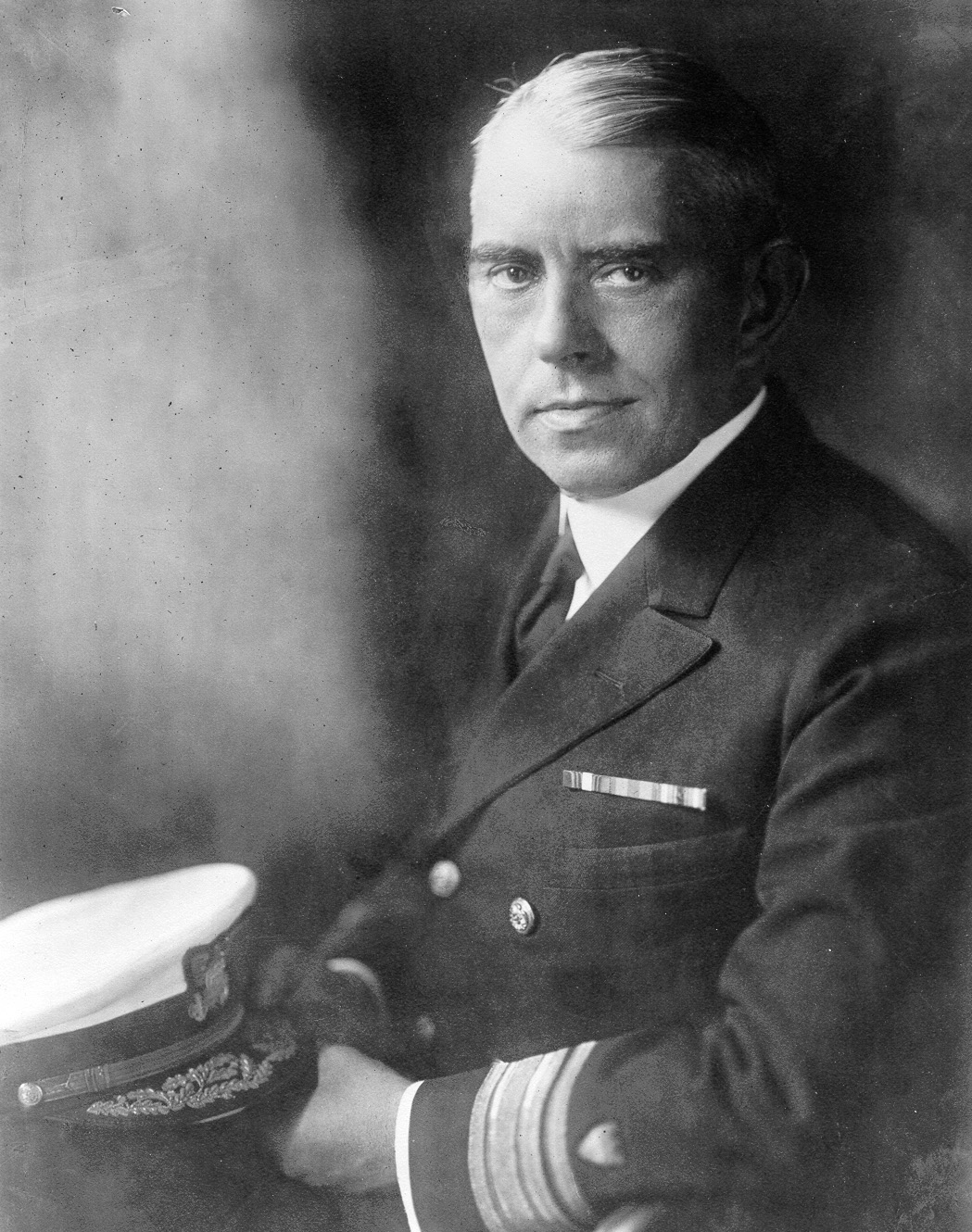
Frederick C. Billard, USCG.

Frederick C. Billard (nascido em 22 de setembro de 1873 – 17 de maio de 1932) foi o sexto comandante da Guarda Costeira dos Estados Unidos entre 1924 até 1932. Ele é o único Comandante da Guarda Costeira que morreu no cargo.
Nasceu em Washington, D.C.. Em 1894 se alistou na Marinha dos Estados Unidos, onde foi cadete. Durante a Guerra Hispano-Americana, ele atuou na Frota do Pacífico. Durante a I Guerra Mundia, ele foi condecorado com a Cruz da Marinha, em reconhecimento aos seus serviços como comandante do USS Aphrodite.
De 1919 a 1921, Billard serviu como assessor de William E. Reynolds. De 1921 até sua nomeação como comandante, ele atuou como Superintendente da Guarda Costeira dos Estados Unidos em New London, Connecticut.